# Wehr-Brennet
Wehr-Brennet – przystanek kolejowy w Wehr (dzielnica Brennet), w kraju związkowym Badenia-Wirtembergia, w Niemczech. Ma 2 perony.

## Połączenia
Na przystanku zatrzymują się pociągi Regionalbahn.
Połączenia (stacje końcowe):
- Bazylea
- Lauchringen
- Singen (Hohentwiel)
- Waldshut-Tiengen